# Louis Armstrong Stadium

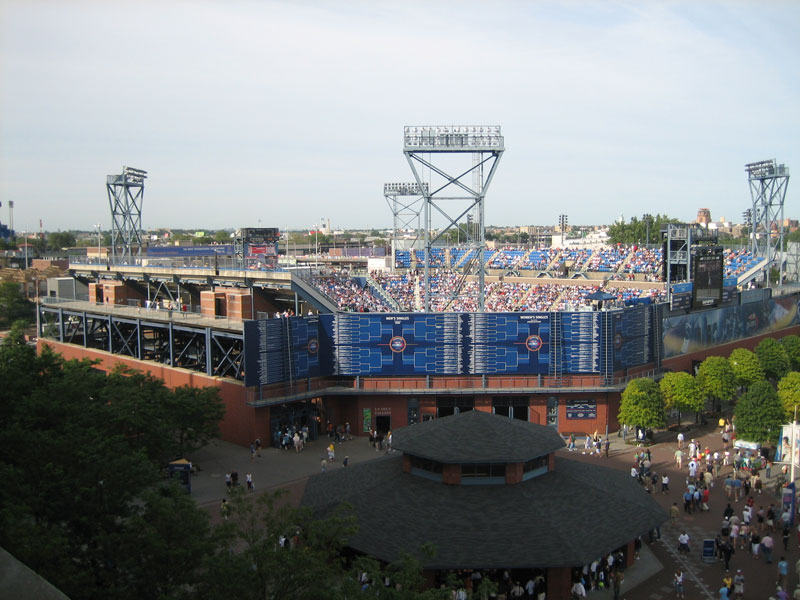
Das alte und zurückgebaute Louis Armstrong Stadium (2006)

Das Louis Armstrong Stadium ist nach dem Arthur Ashe Stadium das zweitgrößte Tennisstadion der US Open im USTA Billie Jean King National Tennis Center in New York City, Vereinigte Staaten. Ursprünglich stand an dieser Stelle der Singer Bowl, der für die New York World’s Fair 1964 errichtet wurde. Später wurde das Stadion in seinen heutigen Namen umbenannt, zu Ehren des Musikers Louis Armstrong, der in der Nähe wohnte.

## Geschichte
Anfang der 1970er suchte die United States Tennis Association nach einem neuen Standort für die US Open und fand mit dem Flushing-Meadows-Park einen geeigneten Platz. Das Stadion wurde 1977 renoviert und in zwei Stadien aufgeteilt, das Louis Armstrong Stadium und den Grandstand.

## Neubau
Im Zuge von Erweiterungen und Modernisierungen des USTA Billie Jean King National Tennis Centers wurde das Stadion nach dem Ende der US Open 2016 abgerissen, um ein neues mit einer Kapazität von 14.000 Zuschauern zu errichten. Das neue Stadion erhält ebenfalls eine schließbare Dachkonstruktion und wurde 2018 fertiggestellt.